# Rinchnach

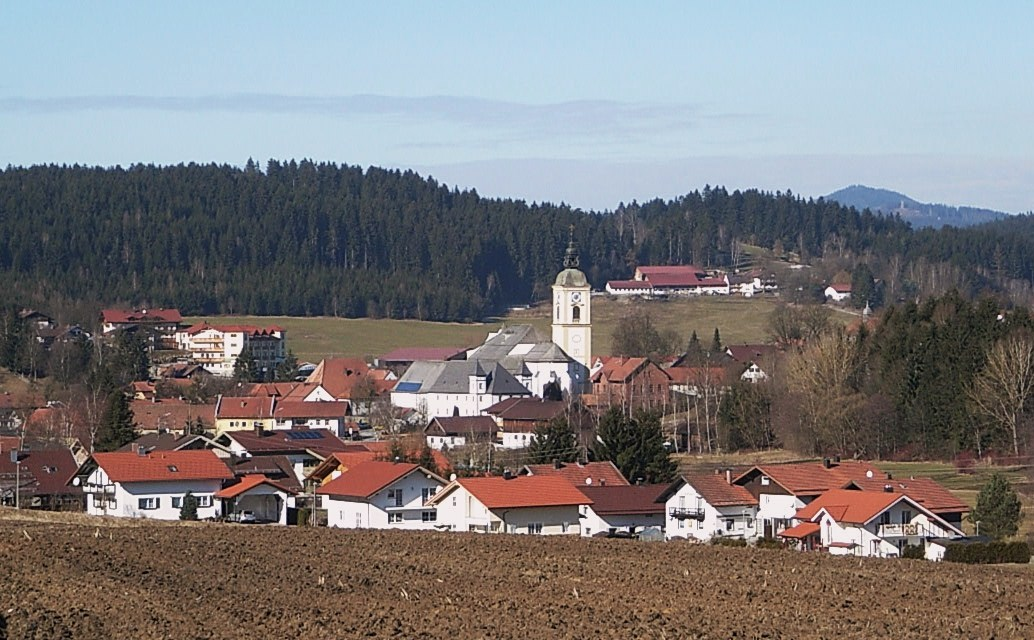
Blick auf Rinchnach

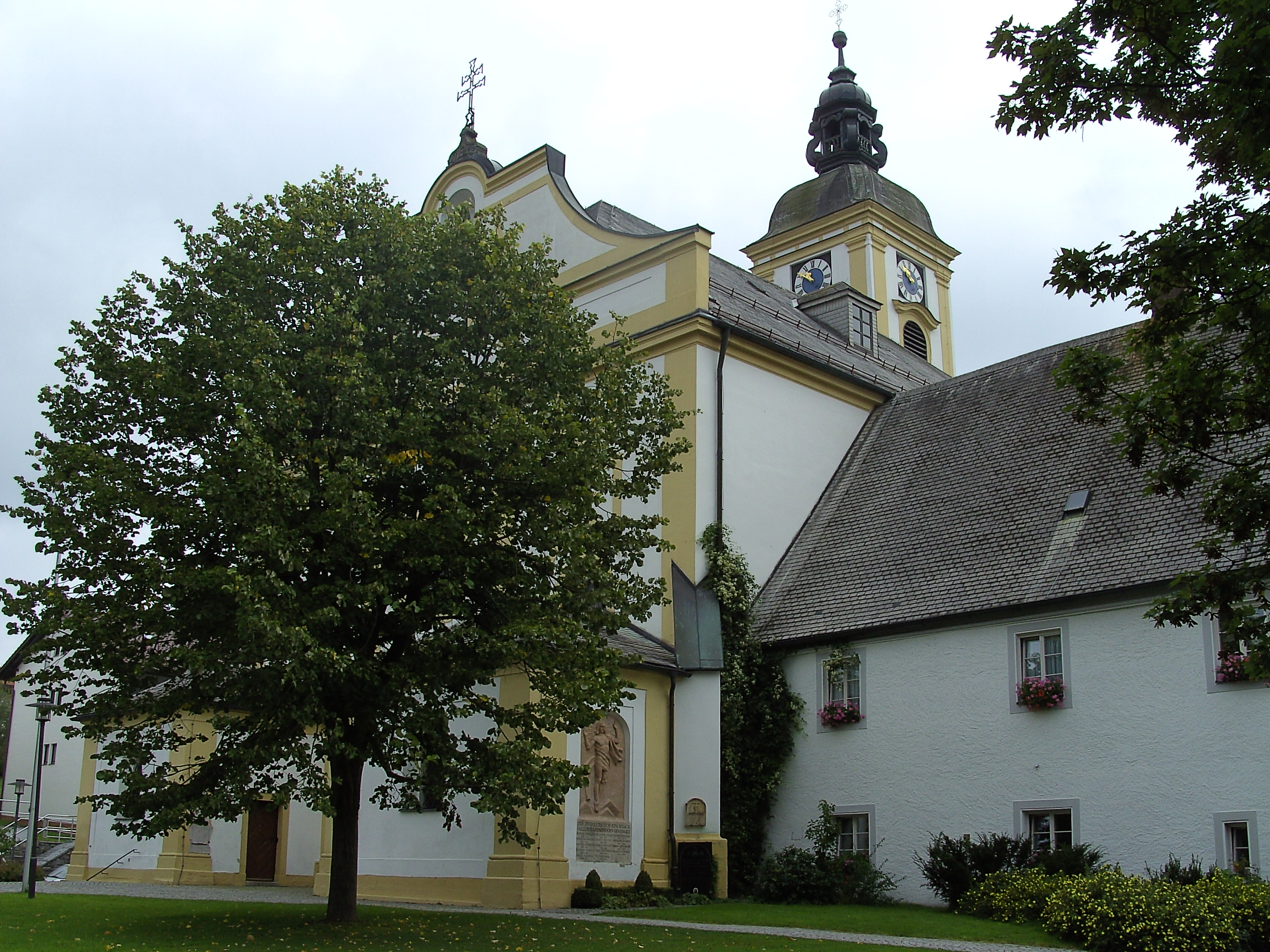
Die ehemalige Klosterkirche und heutige Pfarrkirche

Rinchnach ist eine Gemeinde im niederbayerischen Landkreis Regen.

## Geographie

### Geographische Lage
Rinchnach liegt in der Region Donau-Wald inmitten des Naturparks Bayerischer Wald direkt an der Bundesstraße 85 nur sieben Kilometer südöstlich der Kreisstadt Regen sowie neun Kilometer südlich von Zwiesel. Die Ortschaft breitet sich in einem weiten, sonnigen Talkessel am Fuß von Gsengetstein (951 m), Wagensonnriegel (959 m) und dem Höhenzug des Pfahls aus.
Durch den Ort fließt die Rinchnacher Ohe, in die südlich vom Ort die Rinchnach mündet.

### Gemeindegliederung
Es gibt 27 Gemeindeteile (in Klammern ist der Siedlungstyp angegeben):
- Breitmoos (Einöde)
- Danzeröd (Einöde)
- Ellerbach (Weiler)
- Falkenstein (Weiler)
- Gehmannsberg (Dorf)
- Großloitzenried (Dorf)
- Grub (Dorf)
- Herrnmühle (Einöde)
- Hönigsgrub (Dorf)
- Kandlbach (Dorf)
- Kapfham (Weiler)
- Kasberg (Dorf)
- Klessing (Dorf)
- Kohlau (Weiler)
- Oberasberg (Dorf)
- Ried (Dorf)
- Rinchnach (Pfarrdorf)
- Schönanger (Dorf)
- Sitzhof (Weiler)
- Sölden (Dorf)
- Stadl (Weiler)
- Stadlmühle (Weiler)
- Unterasberg (Dorf)
- Voggenried (Einöde)
- Widdersdorf (Dorf)
- Zapfenried (Weiler)
- Zimmerau (Dorf)

Es gibt die Gemarkungen Ellerbach, Kasberg und Rinchnach.

## Geschichte

### Bis zur Gemeindegründung
Im Jahre 1011 erfolgte die Gründung des Klosters Rinchnach durch den hl. Gunther, einen Benediktinermönch vom Kloster Niederalteich, als erste Siedlung des mittleren Bayerischen Waldes. Die Geschichte des Ortes ist eng mit dem des Klosters verbunden. Die Einheimischen nennen ihren Ort auch heute statt Rinchnach einfach nur „Kloster“, im Dialekt „Klousta“.
Rinchnach lag am Gunthersteig, einer Salzstraße, die vor Zwiesel in den Böhmweg einbog. Feuersbrünste wüteten 1597, 1693 und 1799. Zerstört und geplündert wurde Rinchnach im Dreißigjährigen Krieg 1641 durch die Schweden, im Spanischen Erbfolgekrieg 1703 durch die Österreicher und 1742 bis 1744 im Österreichischen Erbfolgekrieg durch österreichische Truppen des Generals Bärenklau und die Panduren des Franz von der Trenck.
Der Ort gehörte zum Rentamt Straubing und zum Landgericht Regen des Kurfürstentums Bayern. 1803 wurde die Propstei Rinchnach durch die Säkularisation aufgehoben. Im Jahr 1818 entstand die Gemeinde.

### Eingemeindungen
Am 1. Januar 1972 erfolgte im Zuge der Gemeindegebietsreform die Eingliederung der Gemeinden Kasberg und Ellerbach.

### Einwohnerentwicklung
Im Jahr 1970 zählte die Gemeinde rund 2780 Einwohner, 2988 Einwohner zählte sie im Jahre 1987. Zwischen 1987 und 1991 überschritt die Gemeinde die 3.000er Einwohner Marke.
2005 erzielte sie mit 3327 ihren Höchststand, danach sank die Zahl wieder unter die 3.200er Einwohnerzahl.
| Jahr | Einwohner |
| ---- | --------- |
| 1970 | 2779      |
| 1987 | 2988      |
| 1991 | 3145      |
| 1995 | 3230      |
| 2000 | 3261      |
| 2005 | 3327      |
| 2010 | 3210      |
| 2015 | 3080      |
| 2020 | 3042      |
| 2023 | 3099      |

## Politik
Der Gemeinderat besteht aus der Ersten Bürgermeisterin und 16 Gemeinderäten.
Seit 1. Mai 2020 stellen folgende Gruppierungen die Gemeinderäte:
- CSU: 7 Sitze (48,02 % der Stimmen)
- SPD: 5 Sitze (29,52 % der Stimmen)
- FWG: 4 Sitze (22,46 % der Stimmen)

### Bürgermeister
Erste Bürgermeisterin ist Simone Hilz (SPD-Parteilos). Sie wurde im zweiten Wahlgang am 23. Mai 2021 mit 51,49 % der Stimmen gewählt. Ihr Vorgänger Anton Dannerbauer (CSU) wurde bei der Bürgermeisterwahl 2020 mit 66,96 % der Stimmen gewählt. Er trat sein Amt Anfang Mai 2020 an und erklärte Anfang Februar 2021 sein Amt aus gesundheitlichen Gründen aufzugeben. Bis zur Neuwahl am 2. Mai 2021 führte Zweiter Bürgermeister Ludwig Lemberger (FWG) als sein Vertreter die Amtsgeschäfte.

### Wappen
| Wappen von Rinchnach | Blasonierung: „In Gold über grünem Dreiberg zwei schräg gekreuzte silberne Reuthauen mit schwarzen Griffen.“ |
| Wappen von Rinchnach | |

## Kultur und Sehenswürdigkeiten

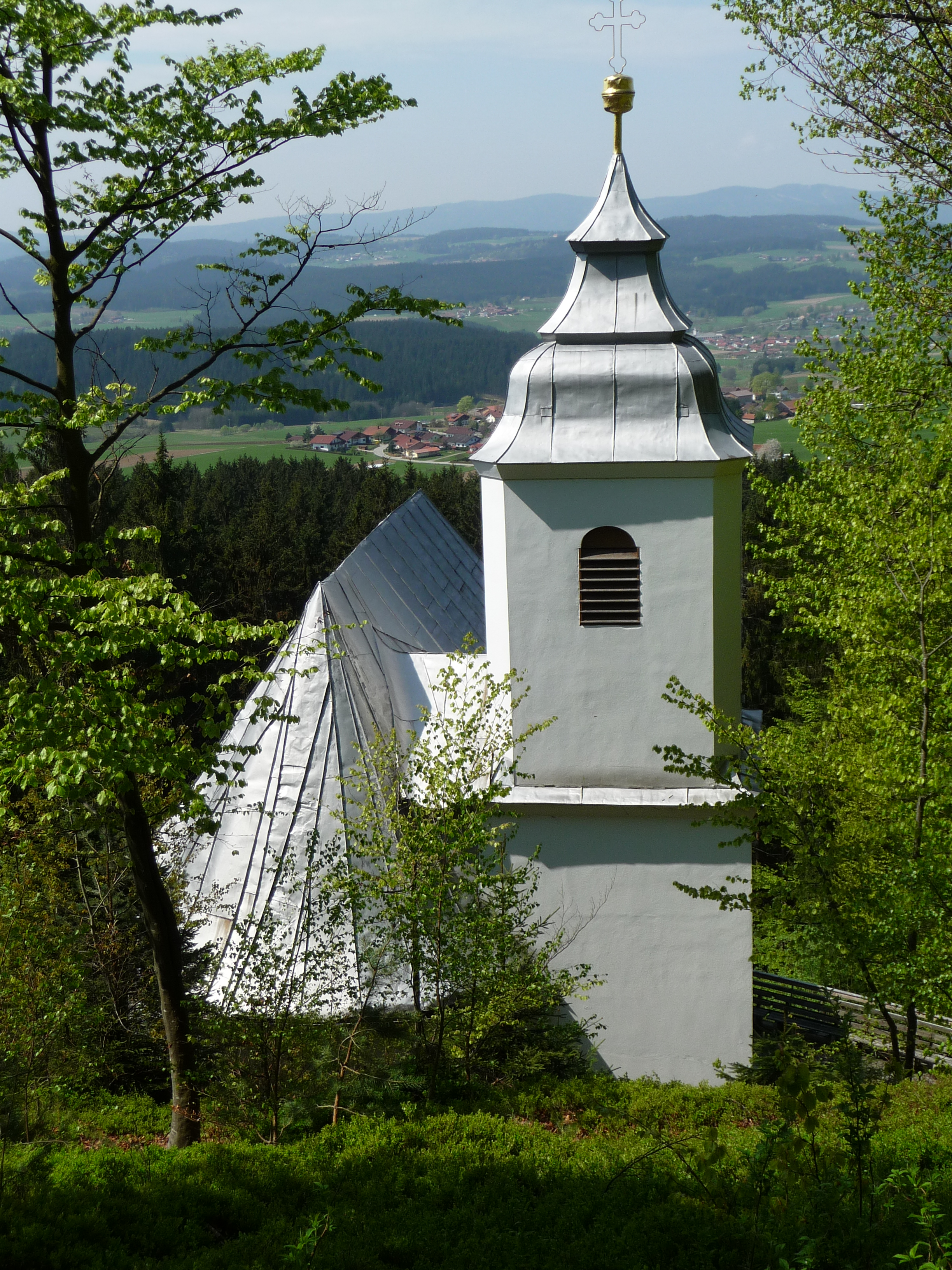
Die Frauenbrünnl-Kirche

- Die ehemalige Klosterkirche und jetzige Pfarrkirche St. Johannes der Täufer wurde 1727 von Baumeister Johann Michael Fischer völlig umgestaltet. Sie besitzt als einzige Kirche der Gegend eine Kuppel und ist eines der bedeutendsten Bauwerke im Bayerischen Wald.
- Im Wald etwa zwei Kilometer östlich von Rinchnach liegt weithin sichtbar die Nebenkirche Maria Geburt, auch Frauenbrünnl oder Guntherkircherl genannt. Sie wurde 1766 an der Stelle einer Einsiedelei des Hl. Gunther erbaut und besitzt ein gotisches Gnadenbild. Neben der Kirche entspringt eine kleine Quelle, die ihr den Namen gab. 1809 ersteigerte die Dorfgemeinde Gehmannsberg die Kirche, 1958 ging sie an die Gemeinde Rinchnach über. Sie wird von einem 1995 gegründeten Förderverein betreut. Die reiche Freskomalerei aus der Erbauungszeit, vermutlich von Franz Anton Rauscher, wurde nach dem Zweiten Weltkrieg entfernt und bei letzten Restaurierung wieder hervorgebracht bzw. erneuert.  Ein ganz besonderer Platz ist die Aussichtsplattform direkt oberhalb des Kirchleins.

Einzigartig ist der „historische Rundweg“ im Ortskern, der zu 25 historischen Gebäuden der ehemaligen Klosteranlage führt und diese auf modernen Tafeln an den Gebäuden erklärt; der Start ist am Kirchenvorplatz.

## Wirtschaft und Infrastruktur

### Wirtschaft einschließlich Land- und Forstwirtschaft
Im Jahre 1998 gab es nach der amtlichen Statistik im produzierenden Gewerbe 257 und im Bereich Handel und Verkehr keine sozialversicherungspflichtig Beschäftigten am Arbeitsort. In sonstigen Wirtschaftsbereichen waren am Arbeitsort 79 Personen sozialversicherungspflichtig beschäftigt. Sozialversicherungspflichtig Beschäftigte am Wohnort gab es insgesamt 1095. Im verarbeitenden Gewerbe gab es zwei Betriebe, im Bauhauptgewerbe acht Betriebe. Zudem bestanden im Jahr 1999 112 landwirtschaftliche Betriebe mit einer landwirtschaftlich genutzten Fläche von 1622 ha, davon waren 1426 ha Dauergrünfläche.
Touristisch gehört Rinchnach zur Arberland Region im Mittleren Bayerischen Wald und zum Tourismusverband Ostbayern.

### Bildung
Im Jahre 2021 gibt es folgende Einrichtungen:
- Kindergarten mit 80 Kindergartenplätzen und ca. 100 Kindern (Anbau in Planung)
- Grund- und Mittelschule mit 16 Lehrern und 154 Schülern

## Persönlichkeiten
- Gunther (Heiliger) (ca. 955–1045), Benediktiner, Einsiedler, Gründer des Klosters Rinchnach
- Antonius Hofmann (1909–2000), von 1968 bis 1984 Bischof von Passau, Ehrenbürger
- Hermann Wagner (1907–2003), Schriftsteller, 1958 bis 1963 Pfarrer von Rinchnach
- Günther Schmigalle (* 1946), Bibliothekar, Literaturwissenschaftler und Romanist